# Jagdgeschwader 110
Das Jagdgeschwader 110 war ein Verband der Luftwaffe der Wehrmacht im Zweiten Weltkrieg.

## Geschichte
Der Geschwaderstab und die I. Gruppe des Jagdgeschwaders 110 wurden am 15. Oktober 1943 in Altenburg (Lage) aus der Blindflugschule 10 aufgestellt. Am 1. Juni 1944 folgte die II. Gruppe in Garz (Lage), die aus der Jagdlehrerüberprüfungsgruppe gebildet wurde. Eine III. Gruppe entstand am 21. Juli 1944 aus der umbenannten III. Gruppe des Nachtjagdgeschwaders 102 in Wesendorf. (Lage) Das Geschwader war während seiner gesamten Bestehenszeit eine Ausbildungseinheit und war der 4. Fliegerschuldivision der Luftflotte 10 unterstellt. Die II. Gruppe wurde am 17. Februar 1945, der Geschwaderstab und die III. Gruppe am 15. März 1945 und die I. Gruppe am 28. April 1945 aufgelöst. Damit hatte das Geschwader aufgehört zu bestehen.

## Kommandeure

### Geschwaderkommodore
| Dienstgrad | Name              | Zeit                               |
| ---------- | ----------------- | ---------------------------------- |
| Major      | Max Gerstenberger | 15. Oktober 1943 bis 15. März 1945 |

### Gruppenkommandeur
I. Gruppe
- Hauptmann Albert Falderbaum, 15. Oktober 1943 bis Juli 1944[10]
- Major Josef Belz, Juli 1944 bis 2. November 1944[11]

II. Gruppe
- Major Ferdinand Vögl, 1. Juni 1944 bis 14. Oktober 1944[12]
- Major Hartmann Grasser, 15. Oktober 1944 bis 17. Februar 1945[13]

III. Gruppe
- Hauptmann Karl Floitgraf, 21. Juli 1944 bis 31. Januar 1945[14]
- Major Kurt Benz, 1. Februar 1945 bis 15. März 1945[15]

## Bekannte Geschwaderangehörige
- Albert Falderbaum (1913–1961) war ein Kunstflieger